# Candelaria (Campeche)
Candelaria – miasto w Meksyku, w stanie Campeche, leżące na półwyspie Jukatan, około 100 km na wschód od wybrzeża Zatoki Meksykańskiej. Miasto znajduje się około 220 km na południe od miasta Campeche – stolicy stanu. Leży nad  meandrującą w tym miejscu rzeką Rio Candelaria. W 2005 roku miasto liczyło 9285 mieszkańców.

## Gmina Candelaria

Położenie gminy Candelaria na mapie stanu Campeche

Miasto jest siedzibą władz gminy Candelaria, jednej z 11 gmin w stanie Campeche. Według wyników spisu z 2005 roku ludność gminy liczyła 37 006 mieszkańców. Gmina zajmując 5518 km² jest jedną z mniejszych pod względem powierzchni w stanie Campeche. Powierzchnia jest równinna, pokryta jest głównie lasami, które mają charakter lasów deszczowych oraz polami uprawnymi.
Gminę utworzono w 1998 roku decyzją gubernatora stanu Campeche, poprzez wydzielenie powierzchni z gminy Carmen. Ludność gminy jest zatrudniona według ważności w następujących gałęziach: rolnictwie, hodowli, rybołówstwie i handlu.
Najczęściej uprawia się kukurydzę, soję, sorgo, ryż, paprykę Jalapeño, a także wiele gatunków z przeznaczeniem na paszę dla hodowanych zwierząt.